# Martin Ødegaard
Pour les articles homonymes, voir Odegaard.
Martin Ødegaard, né le 17 décembre 1998 à Drammen en Norvège, est un footballeur international norvégien évoluant au poste de milieu offensif à l'Arsenal FC, et milieu central en équipe de Norvège. Il est le capitaine de son club et de sa sélection. Il est le fils de l'ancien footballeur Hans Erik Ødegaard.
Il fait ses débuts avec Strømsgodset IF le 13 avril 2014, devenant ainsi le plus jeune joueur à évoluer en Tippeligaen, et devient aussi son plus jeune buteur le 16 mai.
Ødegaard dispute son premier match en équipe de Norvège le 27 août 2014 lors d'un match amical face aux Émirats arabes unis, devenant le plus jeune joueur à jouer pour son pays à 15 ans et 253 jours. Le 13 octobre 2014, il devient le plus jeune joueur des phases de qualification de l'Euro.

## Carrière en club

### Débuts
Ødegaard commence le football au Drammen Strong, un club de sport basé dans sa ville d'origine. Son père, un ancien footballeur professionnel, co-fonde la section football du club et entraîne l'équipe d'Ødegaard à ses débuts,. En 2005, alors que Martin a 6 ans, ses parents et d'autres membres du club investissent 50 000 couronnes norvégiennes chacun afin de remettre en état un champ de gravier en y posant du gazon artificiel. Ødegaard y passe de nombreuses heures à s'entraîner, et le terrain est maintenant considéré comme ayant joué un rôle important dans son développement,.
Alors que Ødegaard reçoit en 2014 les prix du meilleur talent pour le mois d'avril et de la saison 2014, il choisit les deux fois de donner le prix de 50 000 couronnes à Drammen Strong. Plus tard, en 2015, Drammen Strong reçoit 250 000 couronnes en cadeaux de Strømsgodset IF pour le transfert d'Ødegaard au Real Madrid.
En 2009, Ødegaard rejoint l'équipe des jeunes de Strømsgodset IF, où il commence déjà à s'entraîner avec des joueurs plus vieux que lui. À 12 ans, à l'occasion d'un tournoi national pour les moins de 16 ans, il impressionne l'ancien entraîneur de football Lars Tjærnås qui déclare : « Les meilleurs joueurs du pays étaient réunis pour ce tournoi entre top clubs... Ça n'était clairement pas la première fois qu'il étonnait ses adversaires et les spectateurs. Il était trois ou quatre ans plus jeune que les autres. C'était impossible de ne pas réaliser que nous assistions à quelque chose d'hors du commun ».

### Strømsgodset IF: Premiers pas professionnels à 15 ans
Ødegaard commence à s'entraîner avec l'équipe première de Strømsgodset IF en 2012, à 13 ans. Il fait ses débuts avec l'équipe première la même année durant un match amical de milieu de saison face au rivaux locaux, Mjøndalen IF. Il s'entraîne brièvement avec le Bayern Munich et Manchester United durant l'hiver 2013. En 2013, alors âgé de 14 ans, Ødegaard joue pour l'équipe junior de Strømsgodset (équipe composée de jeunes âgés de 17 à 19 ans) et pour la troisième équipe du club en quatrième division norvégienne.
En janvier 2014, Strømsgodset l'inclut dans l'équipe première pour la saison 2014, mais Ødegaard ne signe pas de contrat professionnel. Les règles de la Tippeliga stipulent qu'un joueur doit posséder un contrat professionnel afin d'être éligible pour la compétition. Cependant, le club inclut Ødegaard dans la liste des joueurs amateurs, qui ne peuvent disputer que trois rencontres par saison. Ødegaard ne peut alors pas encore participer aux entraînements de l'équipe première car il suit toujours l'école obligatoire. Ainsi, en guise d'accord, le club accepte qu'il s'entraîne durant deux soirées par semaine avec Mjøndalen IF, club semi-professionnel de deuxième division norvégienne dans lequel son père travaille comme entraîneur adjoint.
Il fait sa première apparition en championnat face à Aalesunds FK le 13 avril 2014, et, âgé de 15 ans et 118 jours, il devient le plus jeune joueur de l'histoire de la Tippeliga. Il signe son premier contrat professionnel le 5 mai 2014, le liant avec le club jusqu'en décembre 2015. Onze jours plus tard, il marque le quatrième but de son équipe face à Sarpsborg 08 FF, devenant ainsi le plus jeune buteur du championnat norvégien. Il fait ses débuts en compétition européenne le 16 juillet en tant que remplaçant lors d'une défaite 1-0 face au Steaua Bucarest.
À la fin juillet 2014, sa performance face au Sandnes Ulf lui vaut les acclamations de la presse locale, dont les quotidiens VG, Dagbladet et Aftenposten, qui appellent à une possible sélection en équipe nationale. Ødegaard marque un but et distribue une passe décisive, et obtient également un pénalty manqué par un coéquipier. Quelques jours plus tard, il réagit aux commentaires à son encontre en déclarant : « Si je suis sélectionné je vais dire oui ».
Il fait à nouveau parler de lui le 15 août 2014. Positionné sur l'aile droite, il distribue les trois passes décisives de son équipe dans une victoire 3-2 face à IK Start. Le 19 octobre, il marque son premier doublé lors d'une victoire 2-1 face à Lillestrøm. Son équipe finit 4e de Tippeligaen et il reçoit le titre de meilleur jeune lors de la remise des prix de la saison 2014. Il clôt sa première saison professionnelle avec un total de 5 buts et 7 passes décisives en 23 matchs de championnat.
En décembre 2014, durant l'entre-saison norvégienne, il s'entraîne avec les équipes premières de Liverpool, Bayern Munich, Manchester United, Manchester City et il visite Arsenal. En janvier 2015, il s'entraîne avec le Real Madrid.

### Real Madrid (2015-2021)

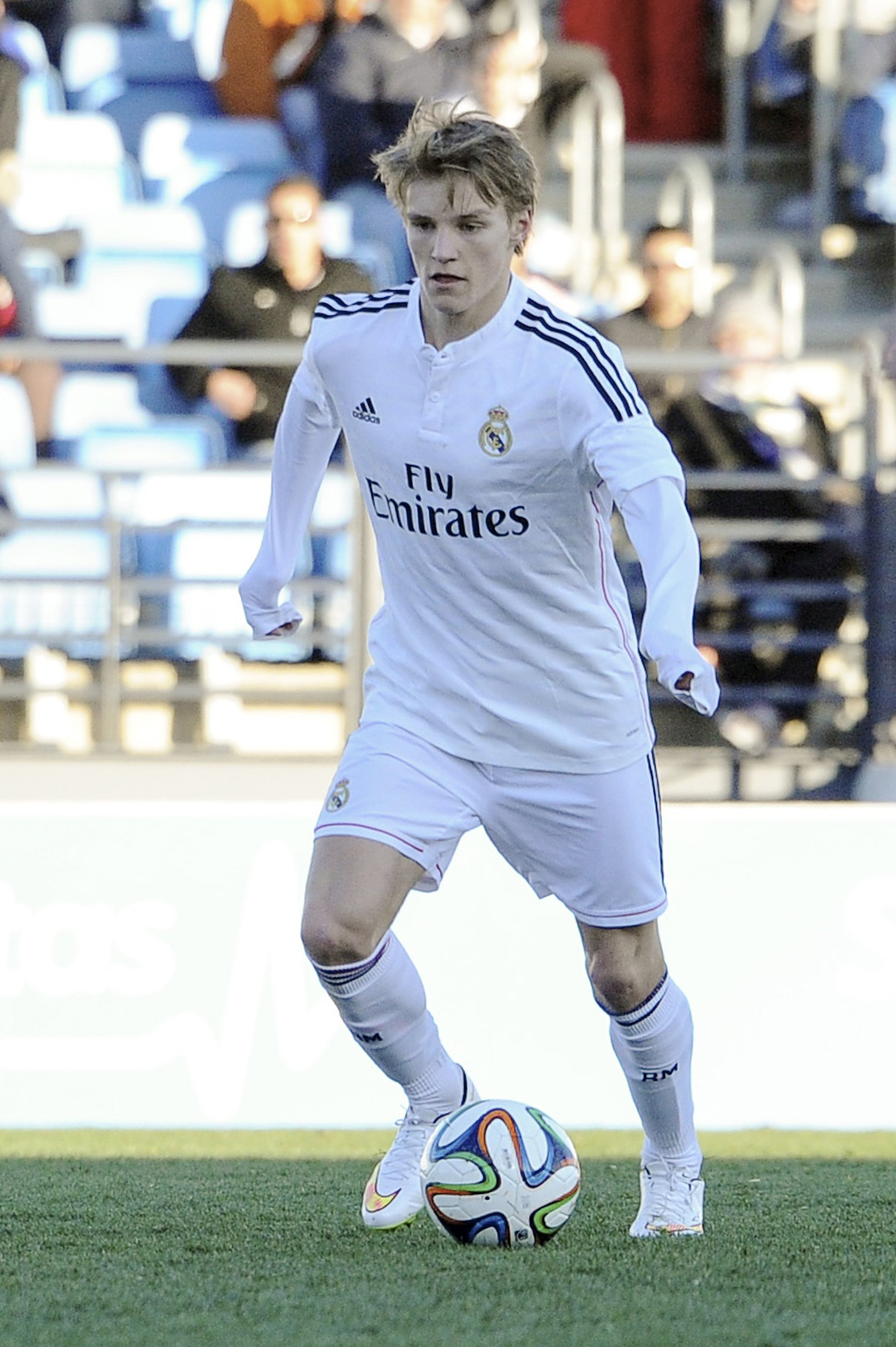
Martin Ødegaard lors d'un match du Real Madrid en 2015

Le 21 janvier 2015, le Real Madrid annonce avoir trouvé un arrangement pour le transfert d'Ødegaard. Les médias espagnols ont annoncé un montant de transfert s'élevant à 3 millions d'euros, mais selon des journaux norvégiens, la somme s'élèverait à 4 millions d'euros et pourrait atteindre les 8,5 millions sous certaines conditions. Depuis sa signature, il s'est entraîné avec l'équipe première, bien qu'il soit enregistré afin de jouer avec la Castilla, l'équipe réserve du club madrilène entraînée à l'époque par Zinédine Zidane.
Il fait son entrée sur le terrain avec le Real Madrid le 23 mai 2015 contre Getafe en remplaçant Cristiano Ronaldo, il devient ainsi le plus jeune joueur madrilène évoluant en Liga.
Pendant la saison 2016-2017, il est retenu dans le groupe par Zinédine Zidane pour la Ligue des champions.

#### Prêt au SC Heerenveen (2017-2018)
Le 9 janvier 2017, Ødegaard rejoint le SC Heerenveen sous forme de prêt sans option d'achat et prend le numéro 17. Il inscrit son premier but pour Heerenveen le 17 mai 2017 contre le FC Utrecht. Il ne peut toutefois pas empêcher la défaite de son équipe ce jour-là, par trois buts à un.
Après une saison il prend le numéro 10.

#### Prêt au Vitesse Arnhem (2018-2019)
Le 21 août 2018, il est prêté pour une saison au Vitesse Arnhem.
Ødegaard se fait remarquer le 20 avril 2019 en délivrant trois passes décisives dans un même match, et ce pour le même buteur, Bryan Linssen, qui s'offre donc un triplé, de la tête. Il s'agit d'une rencontre de championnat face au PEC Zwolle que le Vitesse remporte par quatre buts à un.
Alors que son précédent prêt en Hollande se termine , Martin rejoint Vitesse avec laquelle il montre de belles choses et redevient un joueur à fort potentiel au yeux du monde après une ou deux années où il avait perdu un peu de notoriété, plus polyvalent car il joue sur l'aile droite ou en tant que milieu de terrain et surtout meilleur finisseur , le jeune Norvégien est décrit comme lun des joueurs les plus prometteurs du championnat , il termine la saison avec un cumul de 39 matchs et 11 buts toutes compétitions confondues.

#### Prêt à la Real Sociedad (2019-2020)
Le 5 juillet 2019, la Real Sociedad annonce le prêt pour une saison de Martin Ødegaard.
Il réalise une belle saison du côté de la Sociedad avec de très bonnes prestation en coupe d'Espagne ou il délivre 3 passes décisives et marque à trois reprises en seulement 5 matchs, en championnat son début de saison est un peu plus compliqué mais il devient vite un membre important de l'équipe ou sa vista et sa qualité ballon au pied deviennent des éléments moteur de l'équipe, ses prestations ne laissent d'ailleurs pas le Real Madrid indifférent et le club déclare vouloir faire revenir le Norvégien la saison prochaine et en faire un joueur régulier de l'effectif.

#### Retour au Real Madrid (2020)
Le 11 août 2020, Zinedine Zidane décide de le récupérer. Il retourne donc au Real Madrid. Il est titulaire avec son club dès la 2e journée de championnat lors d'un match contre la Real Sociedad. Martin Ødegaard est titulaire le match suivant avant d'être sur le banc pendant deux journées de championnat. Il sera ensuite absent pendant trois semaines à cause d'une blessure au mollet. Le 25 novembre 2020, il est titulaire avec le Real Madrid lors d'un match de Ligue des champions de l'UEFA contre l'Inter Milan et participe à la victoire à l'extérieur 2-0 de son équipe. Au mois de janvier 2021, Martin Ødegaard n'a disputé que 9 matchs avec son club et n'a pas marqué de but.

#### Prêt puis transfert à Arsenal (2021-)
Le 27 janvier 2021, Arsenal annonce le prêt de Martin Ødegaard jusqu'à la fin de la saison.
Il joue son premier match sous le maillot des Gunners en entrant à la 81ème minute de jeu lors du choc face à Manchester United (0-0). Il est titularisé pour la première fois par Mikel Arteta face à Leeds United en numéro 10 derrière Pierre-Emerick Aubameyang, le match se soldera sur le score de 4-2 pour Arsenal et Martin disputera les 90 minutes. Il inscrit son premier but sous le maillot d'Arsenal lors du quart de finale « aller » de l'Europa League en envoyant un « missile » à 30 mètres du but dans la cage de José Sa. Il enchaîne avec son premier but en Premier League lors de son tout premier « North London Derby » face à Tottenham (victoire d'Arsenal : 2-1).
Le 20 août 2021, il est transféré définitivement à Arsenal aux alentours de 34 millions de livres (40 millions d'euros), son prêt ayant convaincu les Gunners.
Le 22 septembre 2023, il prolonge son contrat avec Arsenal jusqu'en juin 2028.

## Carrière en sélection nationale

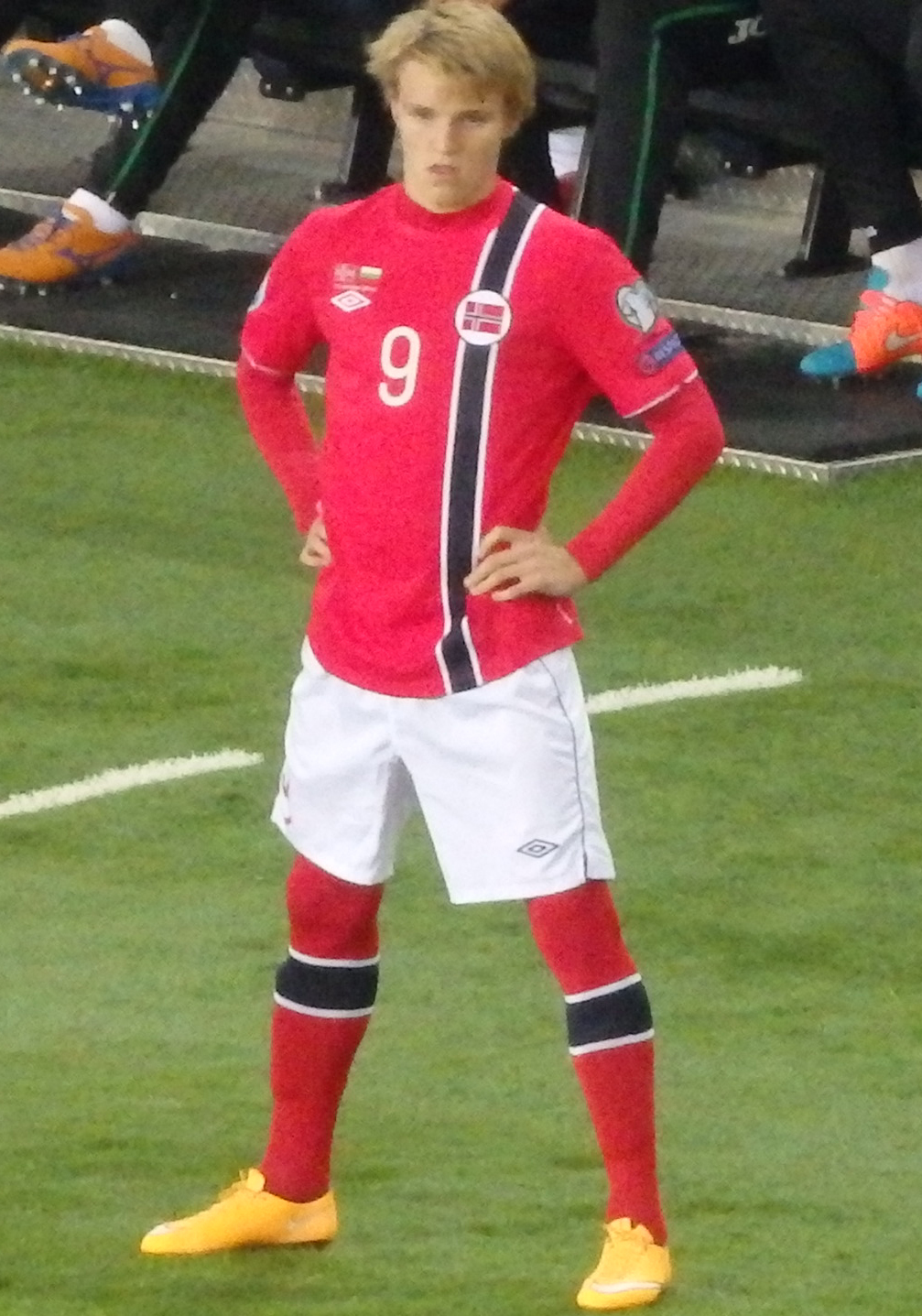
Martin Ødegaard lors de ses débuts en équipe de Norvège

Ødegaard joue une compétition internationale avec l'équipe de Norvège U17 en janvier 2014, affrontant l'Écosse U17, la France U17 et les États-Unis U17 en Turquie,.
Le 19 août 2014, il est sélectionné en équipe nationale afin de jouer un match amical face aux Émirats arabes unis à Stavanger le 27 août 2014. En jouant la rencontre complète, il devient le plus jeune joueur à avoir évolué sous le maillot norvégien, à l'âge de 15 ans et 253 jours,,. Le record précédent était tenu depuis 1910 par Tormod Kjellsen, qui avait 15 ans et 351 jours lors de ses débuts.
En septembre 2014, il est sélectionné pour jouer avec les moins de 21 ans pour le dernier match de qualification de l'Euro espoirs 2015 face au Portugal. Il joue les 90 minutes en tant qu'attaquant de pointe mais ne parvient pas à éviter la défaite de son équipe (2-1).
Il est rappelé en équipe première le 30 septembre 2014 à l'occasion des matchs de qualifications pour l'Euro 2016 face à Malte et la Bulgarie. Le 13 octobre 2014, il entre en jeu à la place de Mats Møller Dæhli à la 64e minute face à la Bulgarie, devenant ainsi le plus jeune joueur de l'histoire des phases de qualification de l'Euro, à l'âge de 15 ans et 300 jours,.
Après 18 mois sans sélection, la forme de Ødegaard à Heerenveen lui a permis d’être rappelé dans l'équipe de Norvège de Lars Lagerbäck et il a obtenu sa 10e sélection contre la Macédoine en novembre 2017,. Le 7 juin 2019, Ødegaard a marqué son premier but international contre la Roumanie lors d'un match de qualification pour l'UEFA Euro 2020, qui s'est terminé par un match nul 2-2,,. En mars 2021, Ødegaard a été nommé capitaine de l'équipe nationale par le nouvel entraîneur Ståle Solbakken.

## Style de jeu
En septembre 2014, l'ancien international norvégien Morten Gamst Pedersen qualifie Martin Ødegaard de joueur le plus talentueux qu'il a jamais vu, déclarant : « Pour son âge il est impressionnant, sa connaissance du jeu est incroyable et sa technique est fantastique ». Pedersen dit aussi qu'Ødegaard a alors besoin de temps pour développer son physique.

## Vie privée
Martin Ødegaard est le fils de l'ancien milieu de terrain du Strømsgodset IF et du Sandefjord Fotball, Hans Erik Ødegaard, actuel entraîneur assistant du Mjøndalen IF en deuxième division norvégienne. Il était toujours à l'école lorsqu'il fit ses débuts professionnels, mais a depuis terminé l'école obligatoire de Norvège. Son idole est Lionel Messi et il est fan du club anglais de Liverpool. Après avoir signé au Real Madrid, il déclare préférer Cristiano Ronaldo à Messi,. Étant mineur, Martin Ødegaard était absent du jeu Football Manager 2015 jusqu'à ce que son père envoie son autorisation aux développeurs du jeu.
Ødegaard a grandi dans une famille chrétienne et a déclaré que la religion jouait un grand rôle dans sa vie.

## Statistiques
| Saison                | Club                  | Championnat           | Championnat | Championnat | Championnat | Coupe(s) nationale(s) | Coupe(s) nationale(s) | Coupe(s) nationale(s) | Supercoupe | Supercoupe | Supercoupe | Compétition(s) continentale(s) | Compétition(s) continentale(s) | Compétition(s) continentale(s) | Compétition(s) continentale(s) | Plays-off | Plays-off | Plays-off | Norvège | Norvège | Norvège | Total | Total | Total |
| Saison                | Club                  | Division              | M.          | B.          | P.d.        | M.                    | B.                    | P.d.                  | M.         | B.         | P.d.       | Comp.                          | M.                             | B.                             | P.d.                           | M.        | B.        | P.d.      | M.      | B.      | P.d.    | M.    | B.    | P.d.  |
| 2014                  | Strømsgodset IF       | Tippeliga             | 23          | 5           | 7           | 1                     | 0                     | 0                     | -          | -          | -          | C1                             | 1                              | 0                              | 0                              | -         | -         | -         | 3       | 0       | 0       | 28    | 5     | 7     |
| 2014-2015             | Real Madrid Castilla  | Segunda División B    | 11          | 1           | 2           | -                     | -                     | -                     | -          | -          | -          | -                              | -                              | -                              | -                              | -         | -         | -         | 3       | 0       | 0       | 14    | 1     | 2     |
| 2015-2016             | Real Madrid Castilla  | Segunda División B    | 38          | 1           | 7           | -                     | -                     | -                     | -          | -          | -          | -                              | -                              | -                              | -                              | 4         | 0         | 0         | 3       | 0       | 0       | 45    | 1     | 7     |
| 2016-2017             | Real Madrid Castilla  | Segunda División B    | 13          | 3           | 0           | -                     | -                     | -                     | -          | -          | -          | -                              | -                              | -                              | -                              | -         | -         | -         | -       | -       | -       | 13    | 3     | 0     |
| Sous-total            | Sous-total            | Sous-total            | 58          | 5           | 9           | -                     | -                     | -                     | 0          | 0          | 0          | -                              | -                              | -                              | -                              | 4         | 0         | 0         | 6       | 0       | 0       | 68    | 5     | 9     |
| 2014-2015             | Real Madrid           | Liga                  | 1           | 0           | 0           | -                     | -                     | -                     | -          | -          | -          | C1                             | -                              | -                              | -                              | -         | -         | -         | -       | -       | -       | 1     | 0     | 0     |
| 2016-2017             | Real Madrid           | Liga                  | -           | -           | -           | 1                     | 0                     | 0                     | -          | -          | -          | C1                             | -                              | -                              | -                              | -         | -         | -         | -       | -       | -       | 1     | 0     | 0     |
| 2020-2021             | Real Madrid           | Liga                  | 7           | 0           | 0           | -                     | -                     | -                     | -          | -          | -          | C1                             | 2                              | 0                              | 0                              | -         | -         | -         | 3       | 0       | 3       | 12    | 0     | 3     |
| Sous-total            | Sous-total            | Sous-total            | 8           | 0           | 0           | 1                     | 0                     | 0                     | -          | -          | -          | -                              | 2                              | 0                              | 0                              | -         | -         | -         | 3       | 0       | 3       | 14    | 0     | 3     |
| 2016-2017             | SC Heerenveen (prêt)  | Eredivisie            | 14          | 0           | 3           | 1                     | 0                     | 0                     | -          | -          | -          | -                              | -                              | -                              | -                              | 2         | 1         | 0         | -       | -       | -       | 17    | 1     | 3     |
| 2017-2018             | SC Heerenveen (prêt)  | Eredivisie            | 24          | 2           | 1           | 2                     | 0                     | 0                     | -          | -          | -          | -                              | -                              | -                              | -                              | -         | -         | -         | 3       | 0       | 1       | 29    | 2     | 2     |
| Sous-total            | Sous-total            | Sous-total            | 38          | 2           | 4           | 3                     | 0                     | 0                     | -          | -          | -          | -                              | -                              | -                              | -                              | 2         | 1         | 0         | 3       | 0       | 1       | 46    | 3     | 5     |
| 2018-2019             | Vitesse Arnhem (prêt) | Eredivisie            | 31          | 8           | 10          | 4                     | 2                     | 0                     | -          | -          | -          | -                              | -                              | -                              | -                              | 4         | 1         | 1         | 6       | 1       | 1       | 45    | 12    | 12    |
| 2019-2020             | Real Sociedad (prêt)  | Liga                  | 31          | 4           | 6           | 5                     | 3                     | 3                     | -          | -          | -          | -                              | -                              | -                              | -                              | -         | -         | -         | 4       | 0       | 1       | 40    | 7     | 10    |
| 2020-2021             | Arsenal FC (prêt)     | Premier League        | 14          | 1           | 2           | -                     | -                     | -                     | -          | -          | -          | C3                             | 6                              | 1                              | 0                              | -         | -         | -         | 5       | 0       | 0       | 25    | 2     | 2     |
| 2021-2022             | Arsenal FC            | Premier League        | 36          | 7           | 4           | 4                     | 0                     | 1                     | -          | -          | -          | -                              | -                              | -                              | -                              | -         | -         | -         | 13      | 1       | 2       | 53    | 8     | 7     |
| 2022-2023             | Arsenal FC            | Premier League        | 37          | 15          | 8           | 1                     | 0                     | 0                     | -          | -          | -          | C3                             | 7                              | 0                              | 0                              | -         | -         | -         | 8       | 0       | 2       | 53    | 15    | 10    |
| 2023-2024             | Arsenal FC            | Premier League        | 35          | 8           | 10          | 3                     | 1                     | 0                     | 1          | 0          | 0          | C1                             | 9                              | 2                              | 1                              | -         | -         | -         | 8       | 1       | 1       | 56    | 12    | 12    |
| 2024-2025             | Arsenal FC            | Premier League        | 30          | 3           | 8           | 4                     | 0                     | 2                     | -          | -          | -          | C1                             | 11                             | 3                              | 1                              | -         | -         | -         | 6       | 0       | 6       | 51    | 6     | 17    |
| 2025-2026             | Arsenal FC            | Premier League        | 1           | 0           | 0           | 0                     | 0                     | 0                     | -          | -          | -          | C1                             | 0                              | 0                              | 0                              | -         | -         | -         | 0       | 0       | 0       | 1     | 0     | 0     |
| Sous-total            | Sous-total            | Sous-total            | 153         | 34          | 32          | 12                    | 1                     | 3                     | 1          | 0          | 0          | -                              | 33                             | 6                              | 2                              | -         | -         | -         | 40      | 2       | 11      | 239   | 43    | 48    |
| Total sur la carrière | Total sur la carrière | Total sur la carrière | 342         | 58          | 68          | 26                    | 6                     | 6                     | 1          | 0          | 0          | -                              | 36                             | 6                              | 2                              | 10        | 2         | 1         | 65      | 3       | 17      | 480   | 75    | 94    |

## Palmarès

### En club
- Arsenal FC (1)
  - Community Shield :
    - Vainqueur en 2023

  - Premier League :
    - Vice-champion en  2023, 2024 et 2025
- Real Madrid
  - Championnat d'Espagne :
    - Vice-champion en 2015 et 2021

## Distinctions personnelles
Alors qu'il joue sous les couleurs du Strømsgodset IF, il est élu meilleur jeune joueur du championnat de la saison 2014. Avec la Real Sociedad, il est élu joueur du mois de septembre du Championnat d'Espagne 2019-2020 et remporte la Coupe du Roi 2019-2020. En 2019, il est élu joueur norvégien masculin de l'année. Sous les couleurs d'Arsenal, il est membre de l'équipe type de Premier League en 2023 et 2024.